# Hugo Larsson
Hugo Emanuel Larsson (Svarte, 27 juni 2004) is een Zweeds voetballer die doorgaans als middenvelder speelt. Hij verruilde Malmö FF in juli 2023 voor Eintracht Frankfurt. Larsson debuteerde in 2023 in het Zweeds voetbalelftal.

## Clubcarrière
Larsson speelde in de jeugd van SoGK Charlo en Ystads IF voor hij in 2016 werd opgenomen in de jeugdopleiding van Malmö FF. Hiervoor debuteerde hij op 20 februari 2022 in het eerste elftal. Hij viel die dag in de 75e minuut in voor Erdal Rakip in een met 5–1 gewonnen bekerwedstrijd tegen GAIS. Zijn debuut in de Allsvenskan volgde op 11 april 2022, tegen Elfsborg (1–1). Larsson viel tot oktober meer dan vijftien keer in en werd toen basisspeler bij Malmö. ZIjn ploeggenoten en hij kwamen niet door de voorronden van de Champions League 2022/23, maar bereikten daarna wel de poulefase van de Europa League.
Larsson bleef nog tot juli 2023 bij Malmö en tekende toen tot medio 2028 bij Eintracht Frankfurt, de nummer zeven van Duitsland in het voorgaande seizoen. Hiervoor speelde hij in zijn eerste seizoen 29 wedstrijden in de Bundesliga, waarvan 21 vanaf de aftrap.

## Clubstatistieken
| Seizoen     | Club                | Competitie  | Competitie | Competitie | Beker | Beker | Internationaal | Internationaal | Totaal | Totaal |
| Seizoen     | Club                | Competitie  | Wed.       | Dlp.       | Wed.  | Dlp.  | Wed.           | Dlp.           | Wed.   | Dlp.   |
| ----------- | ------------------- | ----------- | ---------- | ---------- | ----- | ----- | -------------- | -------------- | ------ | ------ |
| 2022        | Malmö FF            | Allsvenskan | 27         | 1          | 5     | 0     | 0              | 0              | 32     | 1      |
| 2023        | Malmö FF            | Allsvenskan | 12         | 2          | 4     | 0     | 13             | 0              | 29     | 2      |
| 2023/24     | Eintracht Frankfurt | Bundesliga  | 29         | 2          | 3     | 0     | 6              | 0              | 38     | 2      |
| Club totaal | Club totaal         | Club totaal | 68         | 5          | 12    | 0     | 19             | 0              | 99     | 5      |

Bijgewerkt t/m 20 mei 2024.

## Interlandcarrière
Larsson maakte deel uit van verschillende Zweedse nationale jeugdselecties vanaf Zweden –17. Hij debuteerde op 9 januari 2023 op achttienjarige leeftijd in het Zweeds voetbalelftal. Bondscoach Janne Andersson gaf hem toen een basisplaats in een met 2–0 gewonnen oefeninterland tegen Finland.

## Erelijst
| Beker van Zweden | 1x | 2021/22 |

1 Trapp  ·
3 Theate ·
4 Koch ·
5 Amenda ·
6 Højlund ·
7 Marmoush ·
8 Chaïbi ·
9 Matanović ·
11 Ekitike ·
13 Kristensen ·
15 Skhiri ·
16 Larsson ·
18 Dahoud ·
19 Bahoya ·
20 Uzun ·
21 Brown ·
22 Chandler ·
23 Lisztes ·
26 Ebimbe ·
27 Götze ·
28 Wenig ·
29 Nkounkou ·
33 Grahl ·
34 Collins ·
35 Tuta ·
36 Knauff ·
37 Santos ·
41 Onguéné ·
44 Bautista ·
45 Loune ·
47 Fenyő ·
Coach: Toppmöller
· Keeperstrainer: Zimmermann